# 卢屋嘴遗址
卢屋嘴遗址，位于中国广东省河源市和平县附城镇，为河源市和平县的一个县级文物保护单位，类型为古遗址，公布时间为1986年9月。
卢屋嘴遗址的历史年代为新石器时代。